# Urtima riksdagen 1812

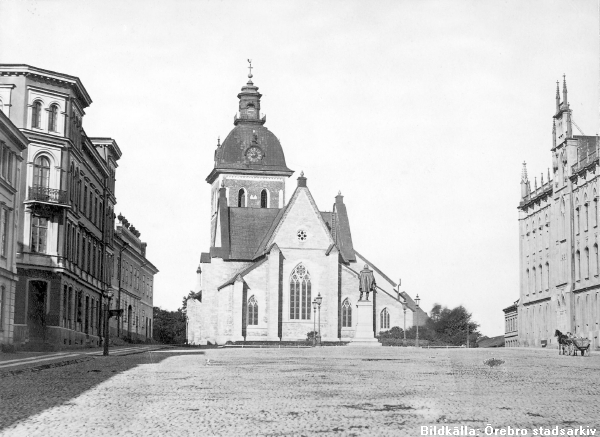
Nikolaikyrkan (med den gamla tornhuven) i Örebro, där riksdagen hölls.

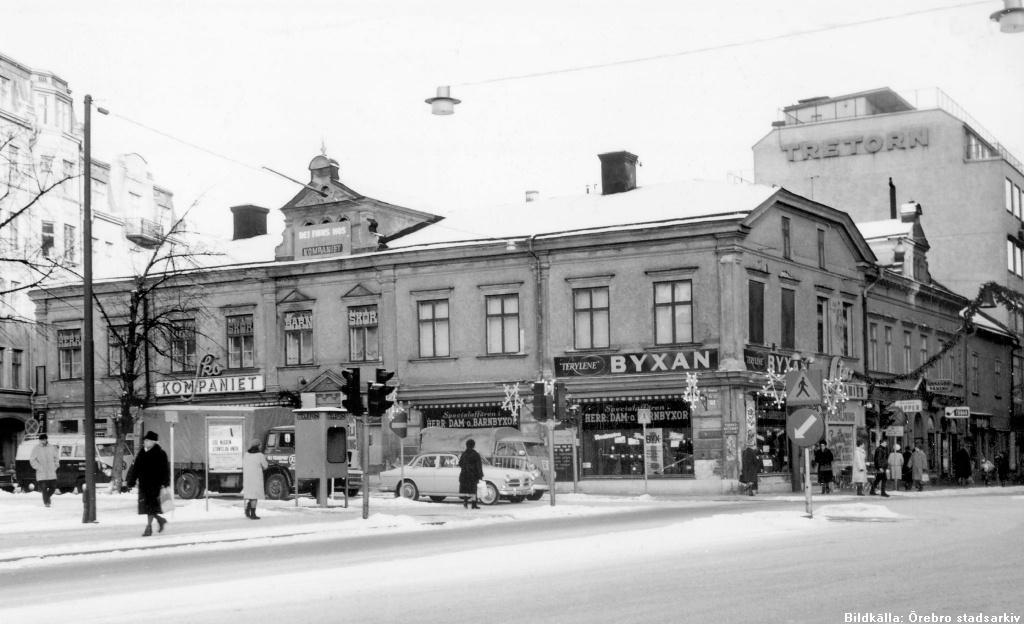
Burenstamska huset (nu rivet) vid Järntorget, där kronprins Carl Johan och hans familj bodde under riksdagen.

Urtima riksdagen 1812 ägde rum i Örebro mellan 13 april och 18 augusti 1812. Detta var en urtima riksdag som sammankallades inför krigshotet mellan Frankrike och Ryssland. Först var det meningen att riksdagen skulle hållas i Stockholm med början den 4 april. Eftersom man emellertid ansåg sig behöva "större frihet i både yttre och inre förhållanden" än vad som kunde åstadkommas i Stockholm, förlades riksdagen till Örebro. Det var med andra ord hot mot säkerheten som var avgörande för platsvalet. Vid 1812 års riksdag mötte kronprins Karl Johan, den blivande Karl XIV Johan, Riksens ständer för första gången. Detta skedde i Nikolaikyrkan, och han höll där ett tal på svenska.

## Ämnen för riksdagen
- Den främsta anledningen till riksdagens sammankallande var att man ansåg att Sverige inför krigshotet mellan Frankrike och Ryssland behövde större krigsmakt än det gamla indelningsverket kunde erbjuda. För den skull infördes beväringsinrättningen, en värnplikt, som innebar att alla män mellan 20 och 25 år kunde kallas in till krigstjänstgöring. Det var dock tillåtet att skaffa en annan man i sitt eget ställe. Se även Värnplikt i Sverige.
- Skattebevillningen höjdes, och 6 miljoner riksdaler ställdes till regeringens förfogande i händelse av krig.
- En fråga som blev mycket segsliten, var frågan om brännvinsbränning. Kronprins Karl Johan retade sig på att flera månader av riksdagen ägnades åt denna enligt honom bagatellartade fråga.
- Man beslutade på kronprinsens initiativ att avskriva Sveriges statsskuld till Frankrike på 7,5 miljoner riksdaler specie.
- Tryckfrihetsförordningen av år 1809 reviderades och inskränktes. Därav tillkom Tryckfrihetsförordningen av år 1812, som till stora delar kom att bestå fram till år 1949.
- Kejsar Napoleon I erbjöd genom den svenske generalkonsuln i Paris, Elof Signeul, Sverige att gå med i ett anfallsförbund. Förslaget avvisades.
- Det bestämdes att kronprins Karl Johan skulle sammanträffa med Rysslands tsar Alexander I i Åbo, för att diskutera Napoleons ryska fälttåg.

## Freden i Örebro
I samband med Örebro-riksdagen slöts även Freden i Örebro mellan Sverige och Storbritannien, samt freden mellan Storbritannien och Ryssland. Dessa fredsavtal slöts i det s.k. Fredshuset vid Storgatan 7, nu rivet.

## Mötesplatser
Kungen, Karl XIII, och drottningen bodde under riksdagen på Örebro slott, och under sommarmånaderna ute på Lugnet i Södra Ladugårdsskogen i Adolfsberg. Kronprinsen och arvprinsen (den blivande Oscar I) bodde i Burenstamska huset vid Silltorget, dagens Järntorget. Nikolaikyrkan användes som rikssal. Adeln använde gamla kronobränneriet som samlingsplats. Prästerskapet använde det s.k. Bromska huset vid Stortorget, borgerskapet träffades i det gamla rådhuset och bondeståndet i gamla skolan. Fastigheten Manilla användes också av bönderna.

## Riksdagens avslutande
Riksdagen i Örebro år 1812 avslutades den 18 augusti. Detta var den sista riksdag som hölls utanför Stockholm.

## Riksdagsmän
- Prästeståndets ledamöter vid urtima riksdagen 1812